# Szada
Szada es un pueblo húngaro perteneciente al distrito de Gödöllő, condado de Pest.

## Superficie
Cuenta con una superficie de 16,71 km².

## Demografía
Hasta 2024 la población era de 6499 habitantes, con una densidad de población de 388,92 hab/km².
| Gráfica de evolución demográfica de Szada entre 2020 y 2024 |
|                                                             |
| Datos según la Oficina Central de Estadística de Hungría.   |